# JAK Medlemsbank
JAK Medlemsbank (ze szwedzkiego: JAK Bank Członkowski) – spółdzielcza instytucja finansowa z siedzibą w Skövde w Szwecji.
JAK jest akronimem Jord Arbete Kapital, po szwedzku Ziemia Praca Kapitał. Członkowie w liczbie ponad 38 tys. (2016) decydują o polityce i kierunkach rozwoju banku. Zarząd wybierany jest corocznie przez członków, z których każdy może posiadać tylko jeden udział w banku.

## Działalność
JAK Medlemsbank nie pobiera ani nie wypłaca odsetek od pożyczek, dzieląc tę zasadę z bankowością islamską. Wszelkie działania banku mają miejsce poza rynkiem kapitałowym, jako że pożyczki banku finansuje się wyłącznie z oszczędności członków. Na rok 2008 członkowie zdeponowali 97 milionów euro, z tego 86 milionów było wypłacone członkom jako pożyczki. Koszty administracyjne i rozwojowe opłacane są ze składek członkowskich i opłat pożyczkowych.
Zasadą umożliwiającą działalność bankową JAK jest system punktowania oszczędności. Członkowie gromadzą punkty oszczędnościowe podczas okresów oszczędzania, a zużywają te punkty ubiegając się o pożyczki. Główny pomysł jest taki, że każdemu wolno wziąć sobie pożyczkę w tej samej mierze, w jakiej umożliwia innym członkom branie pożyczek gromadząc oszczędności na swoim rachunku. Z tego powodu ubiegając się o pożyczkę zgromadzone punkty oszczędnościowe muszą być równe już spożytkowanym punktom oszczędnościowym, aby zapewnić zrównoważony rozwój. Jeśli członek pożycza więcej, licząc w punktach oszczędnościowych, niż sam ma zgromadzonych, zostaje zobowiązany do dalszego zbierania tak zwanych oszczędności po podczas okresu spłacania pożyczki. „Oszczędności po” są sztywną sumą pieniędzy, którą musi się zaoszczędzić po zaciągnięciu pożyczki, tak, aby mogły zarabiać punkty oszczędnościowe. Tym sposobem, na koniec okresu spłacania pożyczki, zgromadzone punkty oszczędnościowe zrównają się z wydanymi już punktami oszczędnościowymi, i wtedy członek będzie mógł odzyskać swoje oszczędności po.

## Historia
Stowarzyszenie spółdzielcze Jord Arbejde Kapital  (Ziemia Praca Kapitał) założono w Danii podczas Wielkiego Kryzysu w 1931 roku. Stowarzyszenie wyemitowało popularną lokalną walutę, którą następnie zakazał rząd duński w 1933 r. W 1934 stowarzyszenie uruchomiło bezodsetkowy system oszczędnościowy i pożyczkowy oraz lokalny system handlu giełdowego. Pomimo wymuszonego zamknięcia obu systemów, system oszczędnościowo-pożyczkowy pojawił się ponownie w roku 1944. Duńskie doświadczenia z bankowością JAK zainspirowały do założenia w Szwecji w roku 1965 stowarzyszenia non-profit nazwanego Jord Arbete Kapital – Riksforening för Ekonomisk Frigörelse (Narodowe Stowarzyszenie Wyzwolenia Ekonomicznego). Ta pionierska grupa opracowała matematyczny system oparty na punktach oszczędnościowych, nazwany zrównoważonym systemem oszczędzania. Stowarzyszenie to rozwijało się z początku powoli i dopiero z końcem roku 1997 uzyskało pozwolenie na działalność bankową od szwedzkiego nadzoru bankowego
.

## Filozofia
Według filozofii JAK, niestabilność gospodarcza jest wynikiem pobierania odsetek.
JAK działa według następujących przesłanek:
- pobieranie odsetek jest wrogie stabilnej gospodarce,
- oprocentowanie powoduje bezrobocie, inflację, zniszczenie środowiska,
- oprocentowanie przenosi pieniądze od biednych do bogatych,
- oprocentowanie sprzyja projektom raczej dającym wysokie zyski na krótką metę,

Ostatecznym celem JAK jest zniesienie oprocentowania jako narzędzia ekonomicznego i zastąpienie go narzędziami będącymi w najlepszym interesie ludzi. 

## Członkostwo
Dla marketingu JAK pracują głównie wolontariusze, oraz reklama marketingu szeptanego. Prawie 550 członków zorganizowanych w 28 miejscowych oddziałach pracuje bez wynagrodzenia, popularyzując koncepcję JAK i poszukując nowych członków.  Wymogiem do ubiegania się o pożyczkę w JAK jest stałe zamieszkanie w Szwecji. Oszczędności członków zabezpieczone są przez szwedzki system gwarantowania depozytów.